# San Antonio de Los Altos (paroisse civile)
Pour les articles homonymes, voir San Antonio (homonymie).
San Antonio de Los Altos est l'unique paroisse civile de la municipalité de Los Salias dans l'État de Miranda au Venezuela. Sa capitale est San Antonio de Los Altos, chef-lieu de la municipalité. En 2011, sa population s'élève à 68 255 habitants.

## Géographie

### Démographie
Hormis sa capitale San Antonio de Los Altos découpée en plusieurs quartiers, la paroisse civile possède plusieurs localités :
- El Cují
- Figueroa
- La Peña
- San Antonio de Los Altos
  - Cantarrana
  - Club de Campo
  - El Amarillo
  - El Limón
  - El Manantial
  - El Picacho
  - El Retiro
  - La Ermita
  - La Fraga
  - La Laguna
  - La Morita
  - La Rosaleda Sur
  - Las Minas
  - Las Minas Sur
  - Llano Alto
  - Potrerito
- Urbanización Parque El Retiro
- Tucusiapón